# Гамбург-Епендорф
Епендорф (нім. Eppendorf) — частина району Гамбург-Північ вільного та ганзейського міста Гамбург. Місцевість належить до центральної частини району Гамбург-Північ, та є місцем розташування однойменного районного офісу (нім. Bezirksamt). Епендорф розташований на північ від Зовнішнього Альстеру (нім. Außenalster).

## Ситуація

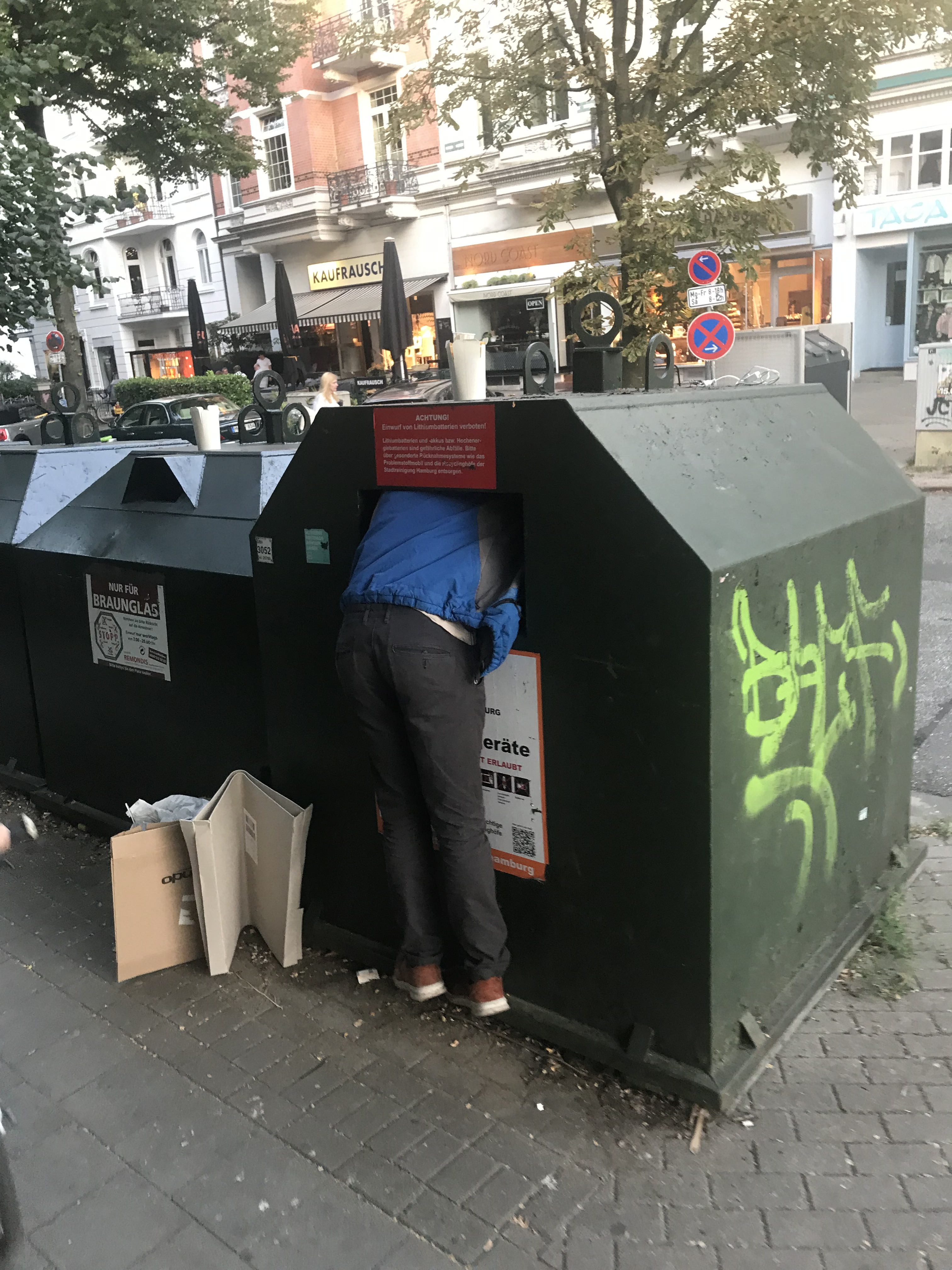
Пошук продуктів

Такі дії є нормальним явищем для Eppendorf.